# Mihail Manoilescu
Mihail Manoilescu (Tecuci, 10 dicembre 1891 – prigione di Sighet, 30 dicembre 1950) è stato un politico ed economista rumeno.
Fu a lungo professore di economia politica nel Politecnico di Bucarest e fu autore di molti ed importanti lavori economici. Fu ministro dell'Economia dal 1926 al 1927 e tramò al fine di portare al trono Carlo II.
Quando questi fu nominato re l'8 giugno 1930, Manoilescu fu nominato ministro dei Lavori Pubblici e successivamente ministro dell'Industria e del Commercio e governatore della Banca nazionale della Romania.
Nel 1932 fondò la Lega nazionale corporativa di ispirazione fascista. Il 4 luglio 1940 divenne ministro degli Esteri e il 30 agosto dello stesso anno firmò a Vienna l'arbitrato con il quale la Transilvania settentrionale era ceduta al Regno d'Ungheria; nel settembre una successiva convenzione da lui firmata sanciva il passaggio della Dobrugia meridionale (il cosiddetto Quadrilatero) al Regno di Bulgaria. Cessò dalla carica di ministro il 14 settembre 1940. Da allora interruppe la sua attività politica dedicandosi alla economia e alla
sociologia. L'occupazione sovietica insediò al potere in Romania una dittatura comunista; Manoilescu, al pari di altri intellettuali, fu arrestato e morì in carcere.